# موتغ (المهرة)

تعديل مصدري - تعديل

موتغ هي إحدى قرى عزلة الفيدمي بمديرية الغيظة التابعة لمحافظة المهرة، بلغ تعداد سكانها 131 نسمة حسب تعداد اليمن لعام 2004.